# Longitarsus monticola
Longitarsus monticola är en skalbaggsart som beskrevs av Kutschera 1863. Longitarsus monticola ingår i släktet Longitarsus, och familjen bladbaggar. Arten har ej påträffats i Sverige.